# Eastern Basketball Association 1975-1976
La stagione EBA 1975-76 fu la 30ª della Eastern Basketball Association. Parteciparono 7 squadre in un unico girone.
Rispetto alla stagione precedente si aggiunsero i Lancaster Red Roses, i Long Island Sounds e i Trenton Capitols. I Wilkes-Barre Barons ripresero le operazioni. I Cherry Hill Rookies scomparvero. I Syracuse Centennials non terminarono la stagione e vennero classificati all'ultimo posto.

## Squadre partecipanti
- Allentown Jets
- Hazleton Bullets
- Lancaster R. Roses
- Long Island Sounds
- Scranton Apollos
- Trenton Capitols
- Wilkes-B. Barons

## Classifica
| Squadra             | V  | P  | %    | GB   |
| ------------------- | -- | -- | ---- | ---- |
| Allentown Jets      | 24 | 3  | 88,9 | -    |
| Scranton Apollos    | 21 | 5  | 80,8 | 2,5  |
| Lancaster Red Roses | 19 | 5  | 79,2 | 3,5  |
| Hazleton Bullets    | 14 | 9  | 60,9 | 8    |
| Long Island Sounds  | 8  | 15 | 34,8 | 14   |
| Trenton Capitols    | 6  | 16 | 26,1 | 16   |
| Wilkes-Barre Barons | 6  | 18 | 25,0 | 16,5 |

## Play-off

### Semifinali
|  | Hazleton Bullets | 130 – 128 | Allentown Jets |  |

|  | Allentown Jets | 123 – 117 | Hazleton Bullets |  |

|  | Allentown Jets | 134 – 121 | Hazleton Bullets |  |

|  | Hazleton Bullets | 134 – 116 | Allentown Jets |  |

|  | Allentown Jets | 114 – 108 | Hazleton Bullets |  |

|  | Lancaster Red Roses | 115 – 114 | Scranton Apollos |  |

|  | Scranton Apollos | 128 – 120 | Lancaster Red Roses |  |

|  | Lancaster Red Roses | 121 – 103 | Scranton Apollos |  |

|  | Scranton Apollos | 116 – 106 | Lancaster Red Roses |  |

|  | Lancaster Red Roses | 119 – 111 | Scranton Apollos |  |

### Finale
|  | Allentown Jets | 123 – 112 | Lancaster Red Roses |  |

|  | Lancaster Red Roses | 126 – 116 | Allentown Jets |  |

|  | Lancaster Red Roses | 159 – 158 (d.1t.s.) | Allentown Jets |  |

|  | Allentown Jets | 128 – 114 | Lancaster Red Roses |  |

|  | Allentown Jets | 126 – 114 | Lancaster Red Roses |  |

### Tabellone
|  | Semifinali | Semifinali | Semifinali |           |           | Finale    | Finale | Finale |  |
|  |            |            |            |           |           |           |        |        |  |
|  | 1          | Allentown  | 3          |           |           |           |        |        |  |
|  | 1          | Allentown  | 3          |           |           |           |        |        |  |
|  | 4          | Hazleton   | 2          |           |           |           |        |        |  |
|  | 4          | Hazleton   | 2          |           | Allentown | Allentown | 3      |        |  |
|  |            |            |            |           | Allentown | Allentown | 3      |        |  |
|  |            |            | Lancaster  | Lancaster | 2         |           |        |        |  |
|  | 3          | Lancaster  | Lancaster  | Lancaster | 2         | 3         |        |        |  |
|  | 3          | Lancaster  |            |           |           |           |        |        |  |
|  | 2          | Scranton   | 2          |           |           |           |        |        |  |

## Vincitore
| Campione EBA 1976          |
| -------------------------- |
| Allentown Jets (8º titolo) |

## Premi EBA
- EBA Most Valuable Player: Charlie Criss, Scranton Apollos
- EBA Coach of the Year: Larry Cannon, Lancaster Red Roses
- EBA Rookie of the Year: Mo Rivers, Lancaster Red Roses e Walter Luckett, Long Island Sounds
- EBA Playoff MVP: Willie Sojourner, Lancaster Red Roses e Greg Jackson, Allentown Jets